# Stemmiulus saloumensis
Stemmiulus saloumensis är en mångfotingart som beskrevs av Jean-Paul Mauriès 1989. Stemmiulus saloumensis ingår i släktet Stemmiulus och familjen Stemmiulidae. Inga underarter finns listade i Catalogue of Life.